# The Sinking City 2
The Sinking City 2 (укр. Потопаюче місто 2) — майбутня відеогра в жанрі виживання та жахів від третьої особи, що розробляється українською компанією Frogwares та натхнена творчістю Говарда Лавкрафта. Це продовження гри The Sinking City, сюжет якої розгортатиметься у місті Аркгем у 1920-х роках.
The Sinking City 2 буде випущено для Microsoft Windows, PlayStation 5 та Xbox Series X/S у 2025 році.

## Ігровий процес
The Sinking City 2 — це гра в обмеженому відкритому світі у жанрі виживання та жахів з акцентом на боях та дослідженнях, а також з підвищеним рівнем води, який змінюватиме локації в міру проходження гри. У грі буде система інвентарю, яка дозволить гравцеві збирати ресурси, а також використовувати вогнепальну та холодну зброю проти ворогів. У грі також буде система розслідувань, яка дозволить розгадувати таємниці Аркгема.

## Сетинг
Історія The Sinking City 2 розгортається у місті Аркгем у 1920-х роках, яке постраждало від надприродної повені. 

## Розробка
Анонс гри відбувся 6 березні 2024 року. Запуск кампанії на Kickstarter мав допомогти профінансувати гру та додаткові функції до неї . За словами Ваеля Амра - генерального директора студії: "в умовах регулярних збоїв в [українській] енергетичній інфраструктурі та необхідності переїзду в найкоротші терміни для членів команди, така фінансова подушка виявилася дуже доречною. Тож ми плануємо аналогічно вчинити з The Sinking CIty 2, з огляду на те, що ця гра істотно більша і складніша"
Під час запуску краудфандингової кампанії українська студія планувала зібрати $110 тисяч, проте вдалось зібрати $624,112 що стало умовою розробкою додаткового функціоналу гри.